# Zoulikha Bouabdellah
Zoulikha Bouabdellah est une artiste plasticienne et vidéaste franco-algérienne née en 1977. Elle vit et travaille entre Paris et Casablanca.

## Biographie
Elle est née en 1977 à Moscou. Sa mère deviendra directrice du Musée national des beaux-arts d’Alger, après avoir fait notamment des études d’histoire de l’art à l’université Lomonossov, et son père, Hassen Bouabdellah, est écrivain et réalisateur, ancien étudiant de l'Institut des Hautes Etudes Cinématographiques de Moscou. Elle grandit en Algérie. Puis sa famille s'installe en France dans les premières années de la décennie noire, en 1993,.
Diplômée de l'ENSAPC en 2002, Zoulikha Bouabdellah réalise en 2003 la vidéo Dansons, dans laquelle elle confond les archétypes des cultures française et algérienne en exécutant une danse du ventre sur l’air de La Marseillaise. La même année, son travail fait partie de la programmation Expérimentations dans les avant-gardes arabes à la Cinémathèque française. En 2005, elle participe à l'exposition-événement Africa Remix au Centre Georges-Pompidou, et est sélectionnée trois ans plus tard par la Tate Modern à l'occasion du festival Paradise Now! Essential French. Avant-garde Cinema 1890-2008.
Le travail de Zoulikha Bouabdellah a été récompensé par l'Abraaj Group Art Prize, le prix Le Meurice pour l'art contemporain et la Villa Médicis Hors les Murs. Sous la forme d'installations, de vidéos ou de dessins, ses œuvres interrogent les icônes, les représentations dominantes, les motifs et les ornements en les confrontant aux dynamiques géopolitiques et à des problématiques globales liées aux conflits, à la sexualité ou à la place des femmes. Cette déconstruction du regard s'opère à travers une réflexion qui questionne la culture et la création, la production et l'industrialisation. En 2015, une de ses installations, prévue dans l'exposition Femina ou la réappropriation des modèles à Clichy-la-Garenne, des paires d'escarpins posées sur des tapis de prières de couleurs bleu, blanc, rouge, fait l'objet de mises en garde par des organisations musulmanes. Elle envisage un moment de la retirer, puis la maintient, indiquant : « Je suis de culture musulmane. Mon intention n’est ni de choquer, ni de provoquer, mais plutôt de proposer une vision à partir de laquelle peut s’instaurer un dialogue. »,,,.
Les œuvres de Zoulikha Bouabdellah sont présentes dans plusieurs grandes collections  dont celles du Centre national d'art et de culture Georges-Pompidou, du Mathaf Arab Museum of Modern Art, du Museum Moderner Kunst Stiftung Ludwig Wien, du Mead Art Museum, ou de la Sindika Dokolo Foundation (en) en Angola.
Son travail est représenté par la galerie Sabrina Amrani à Madrid, la galerie Cadre à Casablanca et la galerie Mathias Coullaud à Paris. Elle vit entre la France et l'Afrique du Nord.

## Principales expositions personnelles
- 2017 : Le Boudoir, Institut Français, Rabat.
- 2016 : Lettre d'amour à un homme arabe, galerie Mathias Coullaud, Paris.
- 2016 : Inverted, Centro Atlántico de Arte Moderno, Las Palmas de Gran Canaria.
- 2016 : Objets de désir, galerie Sabrina Amrani, Madrid.
- 2015 : Double Truth, galerie Isabelle van den Eynde, Dubaï.
- 2014 : L’envers et l’endroit, galerie Anne de Villepoix, Paris.
- 2013 : Bizarre, galerie Sabrina Amrani, Madrid.
- 2013 : Elle et lui, galerie Venise Cadre, Casablanca.
- 2012 :  Any Resemblance To Actual Persons Living Or Dead Is Purely Coincidental, galerie Isabelle van den Eynde, Dubaï.
- 2011 : Mirage, galerie Sabrina Amrani, Madrid.
- 2010 : Set Me Free from my Chains, galerie Isabelle van den Eynde, Dubaï.
- 2010 : CMOOA, Rabat.

## Principales expositions collectives
- 2022 : Algérie mon amour. Artistes de la fraternité algérienne, 1953-2021, Institut du monde arabe, Paris[9]
- 2017 : Beautiful Stranger, Museum De Wieger, Deurne.
- 2017 : E-Mois, Musée d'Art Contemporain Africain Al Maaden, Marrakech.
- 2017 : En toute modestie/Archipel Di Rosa, Musée International des Arts Modestes, Sète.
- 2017 : Beloved Bodies II, Barjeel Art Foundation, Sharjah.
- 2017 : Nilwood Melody. Qu'avons-nous fait de nos rêves?, Musée de la Fondation Abderrahman Slaoui, Casablanca.
- 2017 : El iris de Lucy. Artistas africanas contemporáneas, Centro Atlántico de Arte Moderno, Las Palmas de Gran Canaria.
- 2017 : Waste Lands : tierras devastates, Museo San Telmo, San Sebastian.
- 2016 : Sacrées graines, Institut des cultures d'Islam, Paris[10].
- 2016 : Waste Lands : tierras devastates, Es Baluard Museum of Modern and Contemporary Art (es), Palma de Mallorca.
- 2016 : El iris de Lucy. Artistas africanas contemporáneas, Museo de Arte Contemporáneo de Castilla y León.
- 2016 : Body Talk : féminisme, sexualité et corps dans l’œuvre de six artistes africaines, Frac Lorraine, Metz.
- 2015 : Body Talk : féminisme, sexualité et corps dans l’œuvre de six artistes africaines, WIELS, Bruxelles puis Lunds Konsthall, Lund[11].
- 2015 : The Divine Comedy: Heaven, Purgatory, and Hell Revisited by Contemporary African Artists, Smithsonian National Museum of African Art, Washington D.C.
- 2015 : Cherchez l'erreur, Institut des cultures d'islam, Paris.
- 2014 : Music Palace, the power of music seen by visual artists, Fondation Boghossian-Villa Empain, Bruxelles.
- The Divine Comedy, Savannah College of Art Design, Savannah.
- 2014 : The Divine Comedy, MMK, Frankfort.
- 2014 : Mil Caras, Fondation Abderrahman Slaoui, Casablanca.
- 2014 : Le corps manquant, Institut Français, Alger.
- 2014 : Sculpture du sud, Fondation Villa Datris, L'Isle-sur-la-Sorgue[12].
- 2013 : Modernités plurielles de 1905 à 1970, Centre Georges-Pompidou, Paris.
- 2013 : Traits d'union, Paris et l'art contemporain arabe, Villa des Arts, Rabat.
- 2013 : Cross-border. Contemporary Female Artists from the Arabian Mediterranean Region, Zentrum fur Kunst und Medientechnologie, Karlsruhe.
- 2013 : Khatt and after, Mathaf, Doha.
- 2012 : The Progress Of Love, The Menil Collection, Houston.
- 2012 : Traits d'union, Paris et l'art contemporain arabe, Musée National de Sanaa, Sanaa.
- 2012 : Le Corps découvert, Institut du Monde Arabe, Paris.
- 2011 : Traits d'union, Paris et l'art contemporain arabe, Villa Emerige, Paris.
- 2011 : Fluxus - African Contemporary Art, Chiesa dei Santi Carlo e Agata, Reggio Emilia.
- 2010 : Illumination (After Arthur Rimbaud), LTMH Gallery, New York.
- 2010 : Nouba, Aichi Triennial, Aichi.
- 2009 : Les Mécaniques Amoureuses, Maison Guerlain, Paris.
- 2009 : Abraaj Capital Art Prize, Museum of Arts & Design, New York.
- 2009 : The Other Shadow of the City, The Palestinian Art Court-al Hoash, Jerusalem.
- 2009 : Perspectives: women, art and Islam, MoCADA et le Museum for African Art, New York.
- 2009 : The seen and the hidden: (dis)covering the veil, Austrian Cultural Forum, New York.
- 2009 : Wondering Where the ducks Went..., Galleria Tiziana Di Caro, Salerno.
- 2008 : The third space: Cultural Identity Today, Mead Art Museum, Amherst.
- 2008 : L’art au féminin, Modern and Contemporary Art Museum, Alger.
- 2008 : Black-Paris, Black-Bruxelles, Ixelles.
- 2007 : 7e Rencontres africaines de la photographie, Mali.
- 2007 : Airs de Paris, Centre Georges-Pompidou, Paris.
- 2007 : 52e Biennale de Venise, Venise.
- 2007 : Global Feminisms, Brooklyn Museum à New York, puis au Davis Museum and Cultural Center, à Boston.
- 2007 : Paris du monde entier, Artistes étrangers à Paris 1900-2005, The National Art Center, Tokyo.
- 2006 : Paris Black, Iwalewa-Haus, Bayreuth.
- 2006 : Africa Remix, Musée d'art Mori, Tokyo.
- 2006 : Why Pictures Now?, Stifung Ludwig, Vienne.
- 2006 : L’image révélée, Palais Kheireddine, Musée de la ville de Tunis, Tunis.
- 2005 : Africa Remix, Hayward Gallery à Londres, puis Centre Georges-Pompidou à Paris.
- 2004 : Africa Remix, Museum Kunst Palast, Dusseldorf.
- 2004 : Biennale de Dakar, Dakar.
- 2004 : Les Afriques, Tri Postal, Lille.
- 2003 : Rites sacrés, rites profanes, Rencontres africaines de la photographie, Bamako.
- 2003 : Zineb Sedira, Zoulikha Bouabdellah, Espace croisé, Roubaix.
- 2002 : Biennale de Dakar, Dakar.

## Festivals vidéo
- 2017 : Move/Hips don't lie, Centre national d'art et de culture Georges-Pompidou, Paris.
- 2016 : LOOP Barcelona, Barcelona.
- 2016 : Cross-Border: Video works by contemporary artists from the Southern Mediterranean, Pataka, Porirua City.
- 2011 : French Experimental Cinema, The Film Society of Lincoln Center, New York.
- 2010 : E-flux video rental, Fondazione Giuliani per l’arte contemporanea, Rome.
- 2009 : Art East, Video screening, Dansons, Dubaï.
- 2008 : Paradise Now! Essential French Avant-Garde Cinema, 1890-2008, Tate Modern, Londres.
- 2008 : New Media Screenings, Musée d'art Nelson-Atkins, Kansas City.
- 2008 : Carte blanche à Elvan Zabunyan, Centre national d'art et de culture Georges-Pompidou, Paris.
- 2008 : Video story, Centre Pompidou’s 30th anniversary, Centre national d'art et de culture Georges-Pompidou, Paris.
- 2006 : Live Screen, Saddler’s Well, London.
- 2006 : I love art vidéo, Musée d'art moderne et contemporain, Strasbourg.
- 2005 : Playing in the Light: Black Dance Film Tour, Tate Modern, London.
- 2005 : Festival Tous Courts, Aix-en-Provence.
- 2004 : Festival International d'Arts Numériques, Clermont-Ferrand.
- 2004 : Nuit de la vidéo française, Warsaw-Cracow-Gdansk.
- 2003 : Expérimentations dans les avant-gardes arabes, Cinémathèque française, Paris.
- 2003 : Festival Tous Courts, Aix-en-Provence.
- 2003 : Image Contre Nature, Marseille.
- 2003 : Festival Cinéma Méditerranéen, Montpellier.
- 2002 : Festival International d'Arts Numériques, Clermont-Ferrand.
- 2002 : Festival des cinémas différents et expérimentaux de Paris, Paris.
- 2001 : Festival des cinémas différents et expérimentaux de Paris, Paris.

## Distinctions
- 2009 : Abraaj Group Art Prize, Dubaï.
- 2008 : Prix Le Meurice pour l'art contemporain, Paris.
- 2005 : Villa Médicis hors les murs (AFAA), Le Cap.